# Gonatoraphis
Gonatoraphis là một chi nhện trong họ Linyphiidae.

## Các loài
Các loài trong chi này gồm:
- Gonatoraphis aenea Millidge, 1991
- Gonatoraphis lobata Millidge, 1991
- Gonatoraphis lysistrata Miller, 2007